# Радован Перовић
Радован Перовић је српски „педагог културе говора”, оснивач и директор Центра за јавни говор.

## Биографија
Рођен је у Београду. Знања из области реторике и јавног наступа стицао је на Правном факултету и Факултету политичких наука Универзитета у Београду. Ради као едукатор за вештину јавног наступа и саветник за јавни наступ личности из пословног света и јавног живота.
Вишеструки је победник такмичења у јавном говорењу. Године 2013. је освојио прво место у категорији „Слободна тема” на 19. такмичењу у беседништву на Правном факултету Универзитета у Београду и у категорији „Ауторска беседа” на 22. Фестивалу беседништва „Сирмиум Лукс Верб”. Наредне године је освојио треће место у категорији „Ауторска беседа” на 23. Фестивалу беседништва „Сирмиум Лукс Верб”. Носилац је венца беседништва.
Фебруара 2017. је основао Центар за јавни говор у Београду, чији је директор. Кроз интерактивну едукацију помаже људима да науче да стекну вештине презентовања и унапреде свакодневну комуникацију. Курсеве јавног наступа држи у Београду, Новом Саду и Подгорици.
Излагао је на разним догађајима међу којима су семинар Капиларне реформе и нова култура учења „Модел Интернест” 2013, четврти Студентски привредни форум 2018. и једанаеста МЕКСТ конференција 2024. године. Учествовао је у бројним телевизијским гостовањима.
Био је члан жирија такмичења у говорништву за студенте и средњошколце у Косовској Митровици 2019. године. Живи у Новом Саду. Говори енглески језик.